# 猛虎3
《猛虎3》（英語：Tiger 3）是一部2023年印度印地語動作驚悚片，由馬尼什·夏爾馬執導，斯里達·倫蓋恩編寫劇本，沙曼·罕、卡特麗娜·卡芙及伊姆蘭·哈希米主演，雅什·拉吉影片公司製作兼發行。本片為2017年電影《猛虎已覺醒》的續集，也是YRF間諜宇宙的第五部電影，背景設定在《猛虎已覺醒》、《寶萊塢雙雄之戰》（2019年）和《寶萊塢之絕地特工》（2023年）的事件之後；講述猛虎（罕飾演）和柔雅（Zoya，卡芙飾演）被前巴基斯坦三軍情報局（ISI）特務阿提許·雷曼（Aatish Rehman，哈希米飾演）陷害為叛徒，導致他們洗清自己的罪名而展開一場危險鬥爭。
本片2021年3月開始主要拍攝，拍攝地點包括德里、孟買、伊斯坦堡、聖彼得堡和維也納。片中歌曲由普里坦譜寫，塔努伊·蒂庫（Tanuj Tiku）負責背景配樂的作曲。《猛虎3》的製作預算達30億盧比，成為雅什·拉吉影片公司最昂貴的項目。
《猛虎3》2023年11月12日以標準、IMAX、4DX和其他優質格式發行，恰逢排燈節。上映後，影評界對本片的看法褒貶不一，其中包括對動作戲、拍攝技術層面和演員表演（尤其是卡芙和哈希米）予以讚揚，但批評了情節、配樂和節奏。《猛虎3》在全球票房收入超過46.6億盧比（5800萬美元），成為2023年印地語票房第五高及2023年印度票房第八高的電影。

## 劇情
1999年，年幼的柔雅目睹父親兼巴基斯坦三軍情報局（ISI）特務雷漢·納扎爾死於汽車炸彈。葬禮結束後，納扎爾的門生阿提許·雷曼說服柔雅加入ISI，並成為了她的導師。
當今，新任印度研究分析室（RAW）負責人邁蒂利·梅農徵召「猛虎」執行任務，營救猛虎的前管理者格比·艾利亞，格比在巴基斯坦執行塔利班相關情報任務時在阿富汗被捕。格比獲救後，向猛虎透露柔雅參與了計畫中的任務，但自己最後因傷重不治身亡。猛虎開始監視柔雅，後來被到俄羅斯圣彼得堡指派保護吉布蘭·謝赫；謝赫與格比合作，在巴基斯坦被發現後逃到了該國。猛虎目睹柔雅暗殺謝赫，而在救出謝赫後，被阿提許捉住。阿提許透露，猛虎和柔雅的兒子二世已被自己下藥並綁架，藉此逼迫柔雅刺殺謝赫。
在十二年前的閃回中，阿提許試圖透過暗殺印度陸軍將軍來破壞印度和巴基斯坦在維也納簽署的和平條約。柔雅拒絕配合計畫後，無意秘密通知了猛虎。阿提許懷有身孕的妻子沙欣·拜格親自嘗試刺殺，但被猛虎開槍打死。阿提許否認自家特務知道該計畫，並隨後被監禁並被情報局開除。
阿提許威脅猛虎和柔雅，到伊斯坦堡偷取一枚裝有導彈發射代碼的公事包，以換取二世。他們招募了拉凱許、卡蘭和尼基爾來協助行動。隨後，阿提許將兩人誣陷為各自國家的叛徒，導致猛虎被土耳其當局逮捕，並被引渡至巴基斯坦、關在北部的軍事監獄。猛虎被判處死刑，但在RAW特務帕坦的幫助下成功逃脫。然後他前往伊斯蘭堡，與提克里特任務中收養的哈桑重逢。
猛虎的團隊、柔雅和ISI特務阿布拉及賈維德至伊斯蘭堡，得知阿提許和巴基斯坦陸軍參謀長伊姆蒂亞茲·哈克將軍正計劃刺殺巴基斯坦總理納斯林·伊拉尼，讓阿提許得以篡位。猛虎等人秘密進入巴基斯坦總理府，並向伊拉尼透露了這樁陰謀。猛虎和柔雅將伊拉尼帶到總理府的地下掩體，猛虎制伏哈克將軍後，迫使對方公開透露這項計畫。
但哈克將軍被阿提許槍殺，並向公眾誣陷給猛虎。賈維德被揭露為沙欣的兄弟，在他的幫助下，阿布拉和卡蘭遭處決，之後找到了猛虎等人。哈桑犧牲了自己，令猛虎和柔雅有機會讓伊拉尼總理逃脫。柔雅殺死賈維德，為阿布拉和卡蘭報仇。猛虎被帶到地下掩體時，與阿提許展開激烈對決，最後成功殺死了阿提許。伊拉尼向公眾揭露了阿提許的陰謀，洗清猛虎、柔雅等人的罪名。尼基爾和拉凱許返回印度時，猛虎透過電話向梅農保證，自己將永遠為國家服務。
在片尾彩蛋中，蘇尼爾·盧特拉上校聯繫卡比爾·達利瓦爾，指派他刺殺一名身份不明的致命之人。

## 演員
- 沙曼·罕飾演阿維納希·「猛虎」·辛格·拉索爾：前RAW特務，與妻子柔雅一起隱居，但偶爾回歸為國家效命。
- 卡特麗娜·卡芙飾演柔雅（Zoya）：ISI特務，猛虎的妻子兼戰友。
- 伊姆蘭·哈希米飾演阿提許·雷曼（Aatish Rehman）：前ISI局長（英语：Director-General of Inter-Services Intelligence）。
- 蕾瓦蒂（英语：Revathi）飾演邁蒂利·梅農（Maithili Menon）：RAW主任。
- 西姆蘭（英语：Simran (actress)）飾演納斯林·伊拉尼（Nasreen Irani）：巴基斯坦总理。
- 里迪·多格拉（英语：Riddhi Dogra）飾演沙欣·拜格（Shaheen Baig）：阿提許之妻。
- 維夏爾·傑斯瓦（英语：Vishal Jethwa）飾演哈桑·阿里（Hassan Ali）：猛虎與柔雅的養子。
- 庫瑪·米夏拉（英语：Kumud Mishra）飾演拉凱許·普拉薩德·喬拉西亞（Rakesh Prasad Chaurasia）：RAW駭客。
- 蘭維爾·肖里（英语：Ranvir Shorey）飾演格比·艾利亞（Gopi Arya）：RAW特務兼猛虎的前管理者。
- 阿米爾·巴希爾（英语：Aamir Bashir）飾演雷漢·納扎爾（Rehan Nazar）：ISI特務兼柔雅之父。
- 加维·查哈尔（英语：Gavie Chahal）飾演阿布拉上尉（Captain Abrar）：ISI特務。
- 阿南特·維哈特·夏爾馬（Anant Vidhaat Sharma）飾演卡蘭·拉奧（Karan Rao）：RAW特務，自願幫助猛虎。
- 丹麥·巴特（Danish Bhat）飾演賈維德·拜格上尉（Captain Javed Baig）：ISI特務，沙欣的兄弟。
- 薩爾塔傑·卡卡爾（Sartaaj Kakkar）飾演二世（Junior）：猛虎與柔雅之子。
- 錢德拉霍爾·雷（Chandrachoor Rai）飾演尼基爾（Nikhil）：RAW特務，自願幫助猛虎。
- 夏希德·拉蒂夫（Shahid Latief）飾演伊姆蒂亞茲·哈克將軍（英语：General (Pakistan)）：巴基斯坦陸軍參謀長（英语：Chief of the Army Staff (Pakistan)）。
- 丹麥·侯賽因（英语：Danish Husain）飾演里亞茲將軍（General Riaz）：ISI局長。
- 蜜雪兒·李（英语：Michelle Lee (actress)）飾演子謀將軍（General Zimou）：與土耳其交易核子武器發射代碼的中國代表。
- 丹茲爾·史密斯（英语：Denzil Smith）飾演印度國防部長（英语：Minister of Defence (India)）
- 桑迪普·庫爾卡尼（英语：Sandeep Kulkarni）飾演巴基斯坦總理首席秘書（英语：Principal Secretary to the Prime Minister of Pakistan）
- 瓦林德·辛格·圭曼（英语：Varinder Singh Ghuman）飾演沙基爾（Shakeel）：巴基斯坦監獄看守[7]。
- 阿尼什·庫魯維利亞（英语：Anish Kuruvilla）飾演印度总理
- 沙·魯克·罕飾演帕坦（Pathaan）：客串。RAW特務，在巴勒斯坦監獄營救猛虎。[8]
- 阿舒托史·拉纳（英语：Ashutosh Rana）飾演蘇尼爾·盧特拉上校（英语：Colonel (India)）：客串。RAW長官。[9]
- 赫利希克·羅桑飾演卡比爾·達利瓦爾少校（英语：Indian Army ranks and insignia）：客串。前RAW特務。[10]

## 發行
本片最初計劃2023年4月21日於印度院線上映，恰逢開齋節。隨後該片被推遲至2023年11月12日，並在全球8900個銀幕上以印地語上映，還配有泰米爾語和泰盧固語版本，恰逢排燈節。電影因對伊斯蘭國家的負面描述而在阿曼、科威特和卡達被禁。
名為〈猛虎的消息〉（Tiger Ka Message）的預告片發表於2023年9月27日。正式預告片於2023年10月16日發表。

## 外部連結
- 互联网电影数据库（IMDb）上《猛虎3》的资料（英文）
- 《猛虎3》的Bollywood Hungama頁面